# Patsy Reddy
Dame Patricia Patsy Reddy (sinh ngày 17 tháng 5 năm 1954) là nữ chính trị gia người New Zealand. Bà là luật sư, Toàn quyền thứ 21 của New Zealand kể từ ngày 28 tháng 9 năm 2016. Bà là người phụ nữ thứ ba trong lịch sử New Zealand được nữ hoàng Elizabeth II bổ nhiệm vào chức vụ toàn quyền, sau bà Dame Catherine Tizard và bà Silvia Cartwright.